# Obchvat Písku

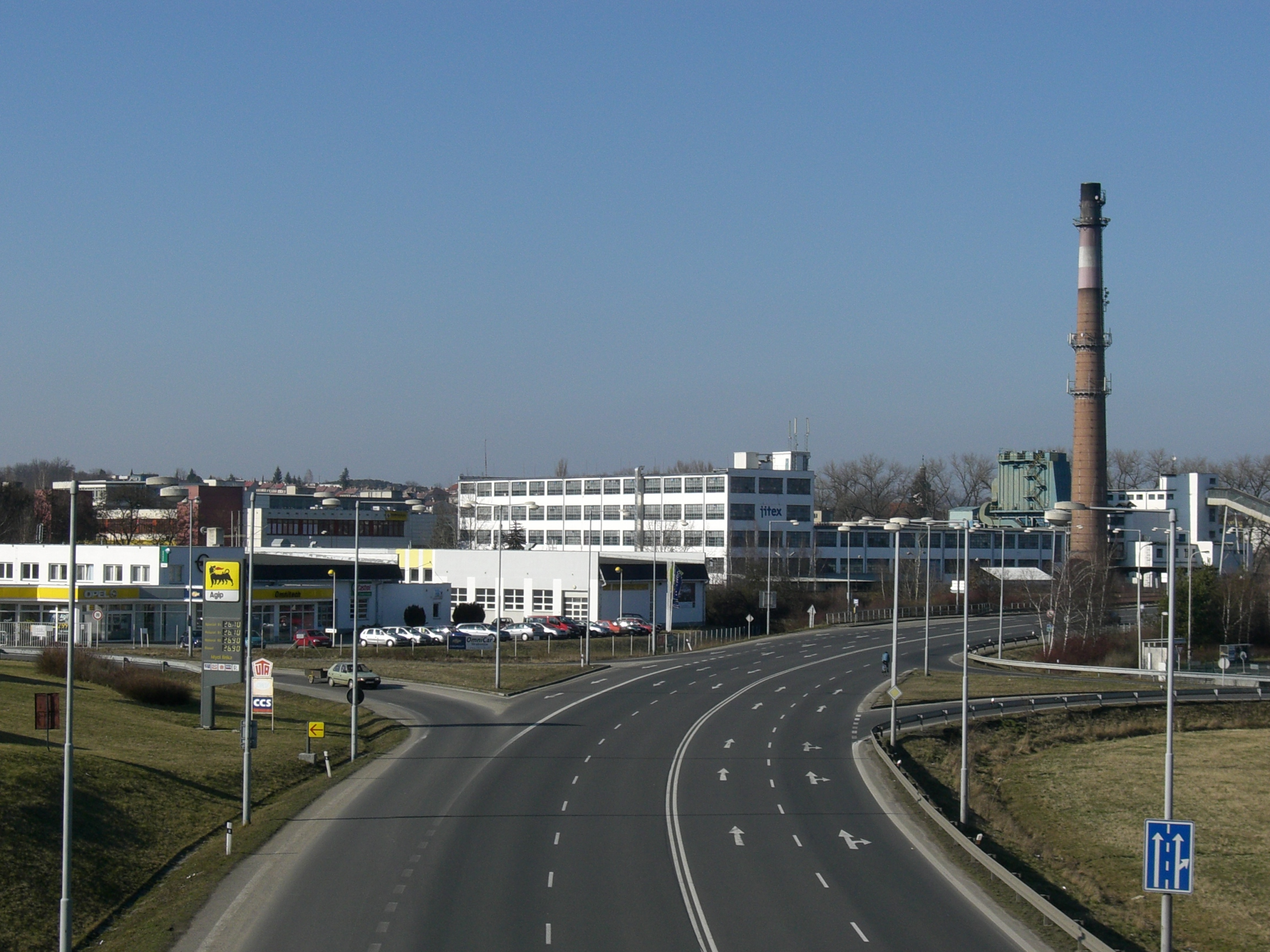
Továrna Jitex, v popředí je jedna ze starších částí obchvatu města

Obchvat Písku představuje velkokapacitní rychlostní silniční spojení pro tranzitní dopravu, která by jinak musela využít komunikací okresního města Písku. Obchvat se buduje již od přelomu 80. a 90. let.
Spolu s modernizovanou silnicí č. 20. ve směru do Českých Budějovic na jih a na Prahu směrem severním tvoří ve své jižní a západní části jeden celek. Ten byl budován na etapy; jako první byla zprovozněna část jižní, později (ke konci 90. let) pak navázal silniční průtah oddělující Pražské a Václavské předměstí. V rámci těchto staveb bylo nutné některé silniční komunikace převést přes most či do podjezdu, a to buď již během budování obchvatu, nebo se zpožděním. Obchvat je čtyřproudový, bez středového dělicího pásu.
Po dobudování navazující rychlostní komunikace v polovině prvního desetiletí 21. století ke křižovatce Nová Hospoda byla jedna významná etapa dokončena. Do budoucna se uvažuje i o výstavbě severní trasy, která by ulevila přetížené Táborské, Dvořákově a Kollárově ulici. Zároveň by odpadlo i omezení, kterým je železniční most na konci Táborské ulice (omezená výška pro projíždějící vozidla). Součástí této stavby by bylo další přemostění Otavy, a to v prostoru nenarušeného údolí řeky.